# Protestas en Shifang de 2012
Las protestas en Shifang de 2012 fueron una serie de protestas ambientales a gran escala en la ciudad de Shifang, provincia de Sichuan, en el suroeste de China, contra una planta de cobre que los residentes temían que representara riesgos ambientales y de salud pública. Las protestas se extendieron del 1 al 3 de julio de 2012 y atrajeron a miles de participantes. Se envió a la policía para disolver las manifestaciones y, según informes, dispararon gases lacrimógenos y granadas aturdidoras contra la multitud. Las autoridades chinas dijeron que algunos manifestantes irrumpieron en un edificio del gobierno y destrozaron vehículos. Imágenes y videos de la protesta circularon en redes sociales, algunos de los cuales mostraban a los manifestantes, muchos de ellos estudiantes, brutalmente golpeados. Las protestas terminaron el 3 de julio cuando el gobierno local anunció que había suspendido la construcción de la planta de metales y liberó a todos los manifestantes, excepto a seis, que habían sido detenidos.
La protesta se destacó por su tamaño y la composición de sus participantes, así como por su éxito en descarrilar el proyecto de la planta de cobre. Fue una de las protestas ambientales a gran escala en China que logró el éxito.

## Antecedentes
La ciudad de Shifang fue una de las más afectadas por el terremoto de Sichuan de 2008, sufriendo graves pérdidas de vidas y daños importantes en la infraestructura. La pieza central de los esfuerzos de revitalización económica de la ciudad iba a ser la planta de fundición de cobre de Sichuan. La planta iba a ser una de las más grandes del mundo y su construcción estaba destinada a estimular el crecimiento económico mediante la creación de miles de puestos de trabajo. El Ministerio de Protección Ambiental de China dijo que la planta de 1700 millones de dólares refinaría 40 000 toneladas de molibdeno y 400 000 toneladas de cobre al año.
Los procesos de fundición y refinación de cobre pueden producir una variedad de subproductos tóxicos, como mercurio, dióxido de azufre y arsénico . Los residentes temían que estos contaminantes se filtraran al suministro de aire y agua de la ciudad. Los críticos acusaron además que el gobierno no había sido transparente al revisar o divulgar información sobre el impacto ambiental potencial de la planta. Ma Jun, director del Instituto de Asuntos Públicos y Ambientales, dijo a The Guardian que el gobierno "solo publicó la versión corta del informe ambiental de la planta, que no tenía información sobre los desechos sólidos y las aguas residuales". También agregó: "Los proyectos de metales pesados son siempre muy contaminantes. Por supuesto, el público está preocupado por esto". Según los informes, los residentes de la ciudad habían presentado peticiones contra el proyecto, pero las autoridades no tomaron ninguna medida. Reuters informó que aunque muchos residentes apoyaron los esfuerzos para crear empleos, estaban molestos por la falta de consulta del gobierno con el público y por no abordar adecuadamente las preocupaciones ambientales.

## Protestas
La construcción de la refinería de cobre de Sichuan comenzó el 29 de junio. Dos días después, el 1 de julio, cientos de estudiantes se reunieron frente a los edificios del gobierno municipal para protestar por el proyecto. Las protestas aumentaron el 2 y 3 de julio cuando miles de ciudadanos más, incluidos estudiantes de la cercana ciudad de Guanghan, se manifestaron en las calles y frente a las oficinas gubernamentales exigiendo la suspensión del proyecto. Los manifestantes portaban pancartas con lemas como "Únanse para proteger el medio ambiente para la próxima generación" y "Salvaguardar nuestra ciudad natal, oponerse a la construcción de la fábrica de productos químicos". El South China Morning Post informó que la protesta creció hasta tener decenas de miles de participantes.
Las autoridades y los medios estatales informaron que las protestas se tornaron violentas, con manifestantes volcando vehículos policiales y arrojando ladrillos a edificios gubernamentales. Se envió a la policía para sofocar las protestas, disparando gases lacrimógenos y granadas aturdidoras contra la multitud y deteniendo a 27 manifestantes. Imágenes y videos circularon en línea que mostraban a los manifestantes ensangrentados y golpeados, y a la policía con porras y lanzando gases lacrimógenos a la multitud. Testigos dijeron al South China Morning Post que unos 8000 policías estaban apostados a lo largo de las carreteras principales y que los agentes de seguridad habían utilizado la fuerza para dispersar las protestas.
El gobierno local anunció en la mañana del 3 de julio que se suspendería la construcción de la planta de cobre. Las protestas continuaron hasta la noche, y los manifestantes exigieron la liberación de los manifestantes detenidos, la mayoría de los cuales eran estudiantes. A última hora de la noche del 3 de julio, las autoridades liberaron a 21 de los 27 manifestantes detenidos. Las protestas disminuyeron, aunque seis permanecieron bajo custodia enfrentando cargos penales y administrativos por su participación en las manifestaciones.
Las manifestaciones públicas revivieron brevemente el 9 de julio en medio de rumores de que una niña de 14 años había sido asesinada a golpes durante las protestas. Sin embargo, las autoridades refutaron constantemente los informes de víctimas o derramamiento de sangre masivo, diciendo que solo unos pocos residentes y policías resultaron heridos. Las autoridades locales también dijeron que la policía había ejercido una gran moderación en su manejo de la protesta.

### Consecuencias
Dos meses después de las protestas en Shifang, los residentes le dijeron a The New York Times que no había señales de que se estuviera resucitando el proyecto y que la ciudad había estado en silencio desde que concluyeron las manifestaciones. Un ejecutivo de la obra dijo a la revista Caijing el 9 de julio que no estaba claro si la construcción de la planta de cobre seguiría adelante en el futuro y si estaría ubicada en la provincia de Sichuan.
Después de las manifestaciones, las autoridades se vieron obligadas a lidiar con la provisión de vivienda y compensación a aproximadamente 2300 aldeanos cuyas tierras habían sido requisadas para hacer espacio para la planta de cobre. Según los informes, los habitantes de Hongmiao y Jinguang, Shifang, recibieron avisos de desalojo en noviembre de 2011 y vieron cómo demolían sus casas al mes siguiente. En julio de 2012, aún no habían recibido la compensación prometida por parte del gobierno.
Durante una reunión del comité del Partido Comunista el 25 de octubre de 2012, las autoridades de Shifang decidieron reemplazar al secretario local del partido, Li Chengjin. Su cargo fue asumido por el exalcalde Li Zhuo.

## Significado

### Rol de los estudiantes
Las protestas de Shifang fueron notables en parte debido a la composición de la manifestación, que fue en gran parte dirigida por jóvenes estudiantes. La participación de estudiantes en protestas contra el gobierno han sido raras desde las protestas de la Plaza de Tiananmén de 1989. Leslie Hook de Financial Times escribió que las protestas "revelaron un cambio potencialmente importante en la política del país: los jóvenes estuvieron a la vanguardia de la manifestación de tres días, exponiendo una nueva veta de activismo en una generación considerada por muchos como apática". Las causas ambientales y los problemas de derechos a la tierra parecían particularmente atractivos para la generación "posterior a los 90", escribió. Stanley Lubman escribió para el The Wall Street Journal que "las protestas pueden augurar tanto una creciente ira pública por la degradación ambiental como un aumento del activismo político entre la generación más joven de China, tendencias que podrían conducir a su vez a un aumento de los desafíos legales al comportamiento arbitrario de gobiernos locales". El bloguero chino Michael Anti explicó el cambio diciendo que la generación nacida después de 1990 es "la generación de las redes sociales, por lo que adoptan la libertad de expresión como su derecho de nacimiento".
Alarmado por la participación de estudiantes en la manifestación, el tabloide del Partido Comunista Chino, Global Times, publicó un editorial en el que exhortaba a los jóvenes a mantenerse al margen de las protestas masivas y los conflictos políticos, y reprendió a los adultos que alentaban tal comportamiento. El editorial fue recibido con cierta burla en las redes sociales chinas; un internauta respondió llamando la atención sobre las imágenes de niños en edad escolar organizados para participar en manifestaciones políticas de apoyo al gobernante Partido Comunista.

### Importancia de las redes sociales
A medida que se desarrollaba la protesta de Shifang, los medios de comunicación estatales se mantuvieron en gran parte en silencio al cubrir los acontecimientos en la ciudad. El 3 de julio, por ejemplo, el Diario del Pueblo y la agencia de noticias Xinhua publicaron informes mínimos sobre las protestas o la promesa del gobierno local de detener la construcción de la planta de fundición de cobre. Las plataformas de redes sociales y los mensajes de texto se convirtieron así en el medio principal por el cual se compartió la información sobre las protestas. Según el Proyecto de Medios de China de la Universidad de Hong Kong, entre el 1 y el 4 de julio, "hubo alrededor de 5.25 millones de publicaciones en Sina Weibo que contenían la palabra ¨Shifang¨. De estos, cerca de 400 000 incluían imágenes y cerca de 10 000 incluían videos".
Las protestas dieron lugar a un popular meme de Internet basado en una fotografía de un oficial de policía con un escudo y una porra, identificado como Liu Bo, persiguiendo a un grupo de jóvenes manifestantes. La imagen de Liu fue retocada en otras escenas, representándolo persiguiendo al actor Mark Wahlberg y al vallas olímpico Liu Xiang, o apareciendo en el fondo de El grito de Edvard Munch. Jessica Levine, de The Atlantic, escribió que la imagen era "representativa de un creciente resentimiento hacia los supuestos abusos de la Policía Armada Popular", y señaló que tales memes pueden servir como barómetro de la cultura en un entorno donde la libertad de expresión es limitada. "Debido a las restricciones al discurso en China, los memes tienden a ser una forma realmente efectiva de difundir un mensaje político", dijo el experto en redes sociales y bloguero An Xiao Mina. "Si usa humor improvisado y remezclado, es un poco más fácil hablar sobre temas tan críticos".